# Exploding Sun – Wenn die Sonne explodiert
Exploding Sun – Wenn die Sonne explodiert (Originaltitel Exploding Sun) ist ein kanadischer Katastrophenfernsehzweiteiler aus dem Jahr 2013 von Michael Robison.

## Handlung
Durch technologische Fortschritte werden nun für Touristen Flüge auf den Mond möglich. Ein extra dafür entworfenes Raumschiff startet zu seiner Jungfernfahrt. Darunter befinden sich als Passagiere Menschen aus der Wirtschaft oder dem öffentlichen Leben sowie die Ehefrau des US-amerikanischen Präsidenten Mathany. Der Start verläuft unproblematisch, doch im Weltall trifft ein Sonnensturm die Rakete und bringt diese vom Kurs ab. Nun steuert sie direkt auf die Sonne zu. Das Raumschiff wird mit einem Skalarmotor angetrieben. Diese Motoren sind für extreme Temperaturen ausgelegt und so überlebt der Motor den Sonnensturm. Allerdings gerät die Sonne in eine Phase hoher Hyperaktivität und schon bald erfolgen erste Strahlungsexplosionen.
Der Ingenieur des Raumschiffes Dr. Craig Bakus muss mit seinem Rivalen, dem erfahrenen Astronauten Don Wincroft, zusammenarbeiten, um zu verhindern, dass der Skalarmotor mit der Sonne kollidiert. Die daraus entstehende Explosion würde die Sonne derartig erhitzen, dass alles Leben auf der Erde verendet. Einst wurde das Raumschiff kopiert und in ein für das US-Militär entwickeltes Raumschiff umgebaut, dass unter anderen Atomwaffen ins All beförderte. Aus diesem wird nun ein Raumschiff erbaut, dass das erste noch rechtzeitig abfängt.

## Hintergrund
Unter dem Arbeitstitel Shockwave wurde der Film von Irene Litinsky für Muse Entertainment Enterprises produziert. Zuerst erschien der Film am 9. Februar 2013 in Schweden. In Kanada wurde der erste Teil des Fernsehfilms am 10. Juni 2013, der zweite Teil eine Woche später ausgestrahlt. In Deutschland erfolgte die Erstausstrahlung am 13. Februar 2022 auf dem Sender Tele 5.

## Rezeption
„Pathetischer Katastrophenfilm mit starken Männern und nicht weniger resoluten Frauen, die es mit Willenskraft und Mut der überforderten Politik zeigen. Formal bescheiden, setzt er vor allem auf eine bombastische Tonspur, um der Allerweltgeschichte ein wenig Schwung zu geben.“

„Sonne Filme braucht wirklich kein Mensch!“

TV Spielfilm bezeichnet die Hauptdarsteller David James Elliott und Anthony Lemke in ihren Rollen als Machos und bezeichnet die Filmeffekte als „billig“.
Im Audience Score, der Zuschauerwertung auf Rotten Tomatoes, hat der Film bei weniger als 50 Abstimmungen eine Wertung von 14 %. In der Internet Movie Database hat der Film bei knapp 500 Stimmabgaben eine Wertung von 3,8 von 10,0 möglichen Sternen (Stand: April 2024).